# William Goetz
Pour les articles homonymes, voir Goetz.
William Bill Goetz, né le 24 mars 1903 à New York (État de New York) et mort le 15 août 1969 à Los Angeles (quartier d'Holmby Hills, Californie), est un producteur de cinéma américain.

## Biographie

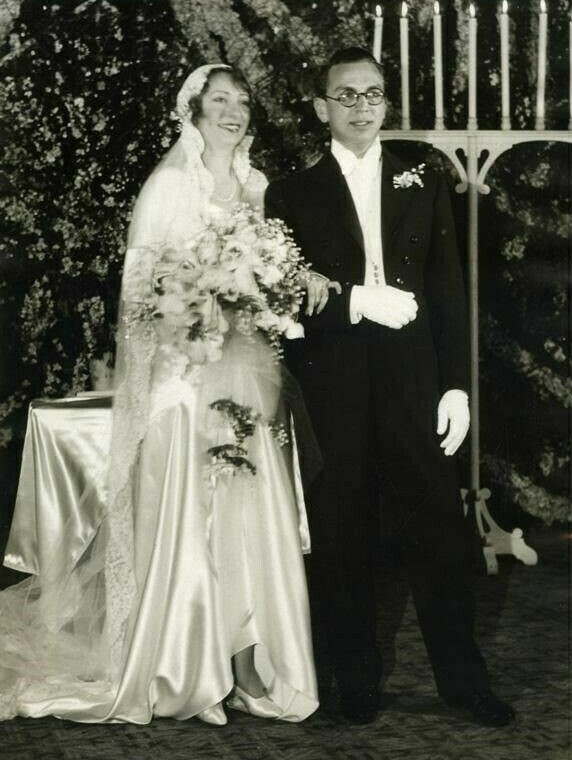
Avec son épouse Edith, le jour de leur mariage en 1930

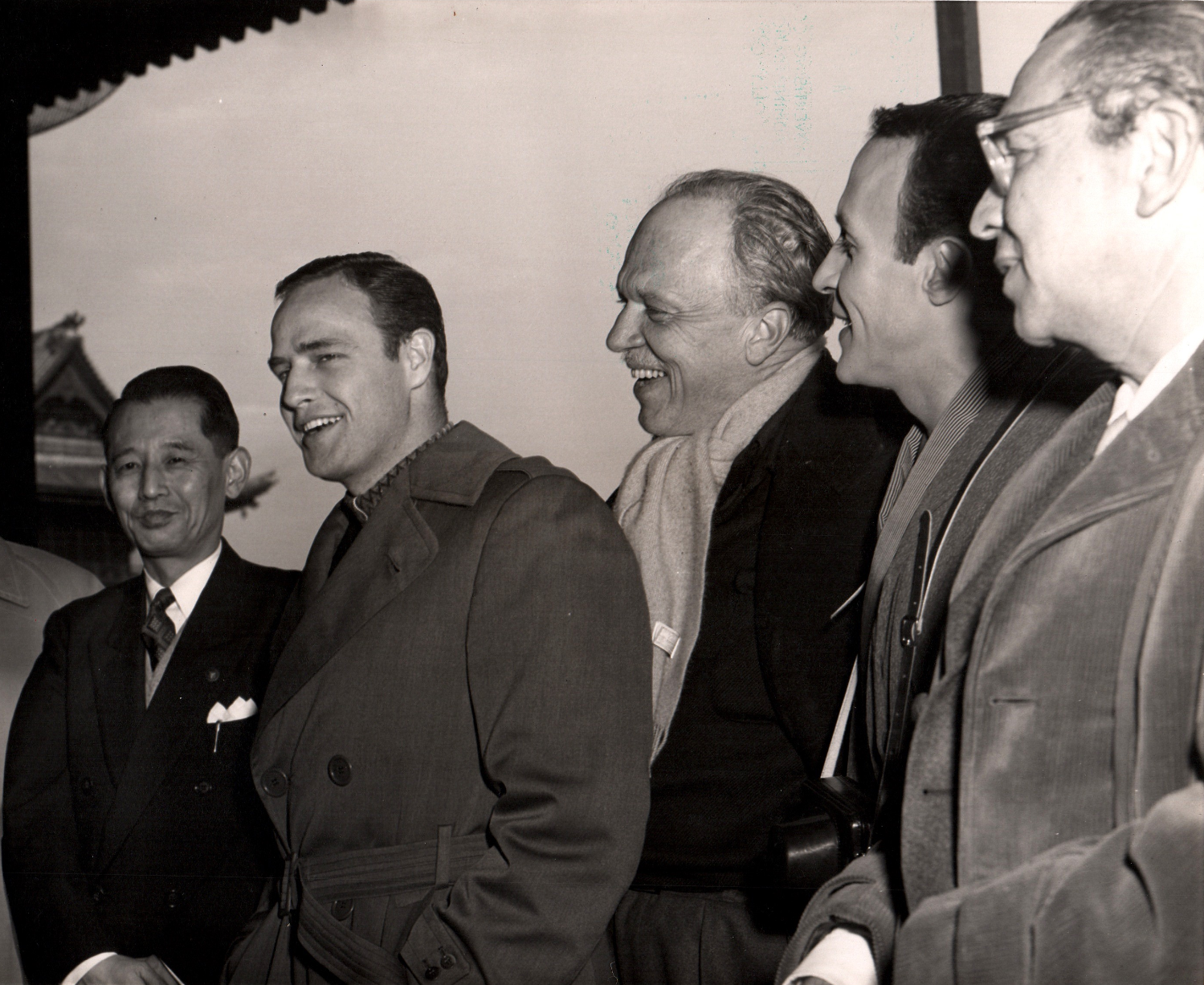
De g. à d. : inconnu, Marlon Brando, Joshua Logan, Ricardo Montalbán et William Goetz, sur le tournage de Sayonara (1957)

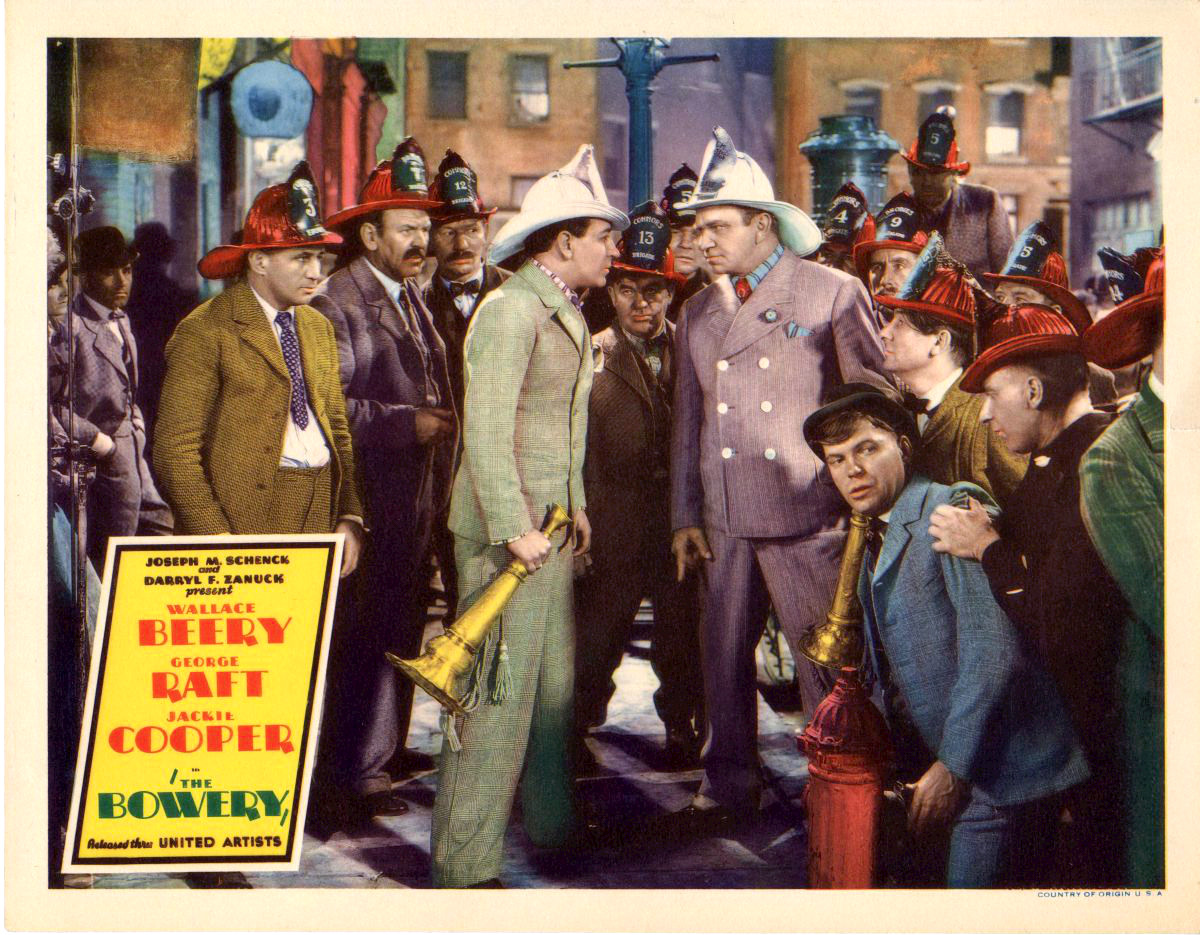
Les Faubourgs de New York (1933, poster promotionnel), avec George Raft et Wallace Beery

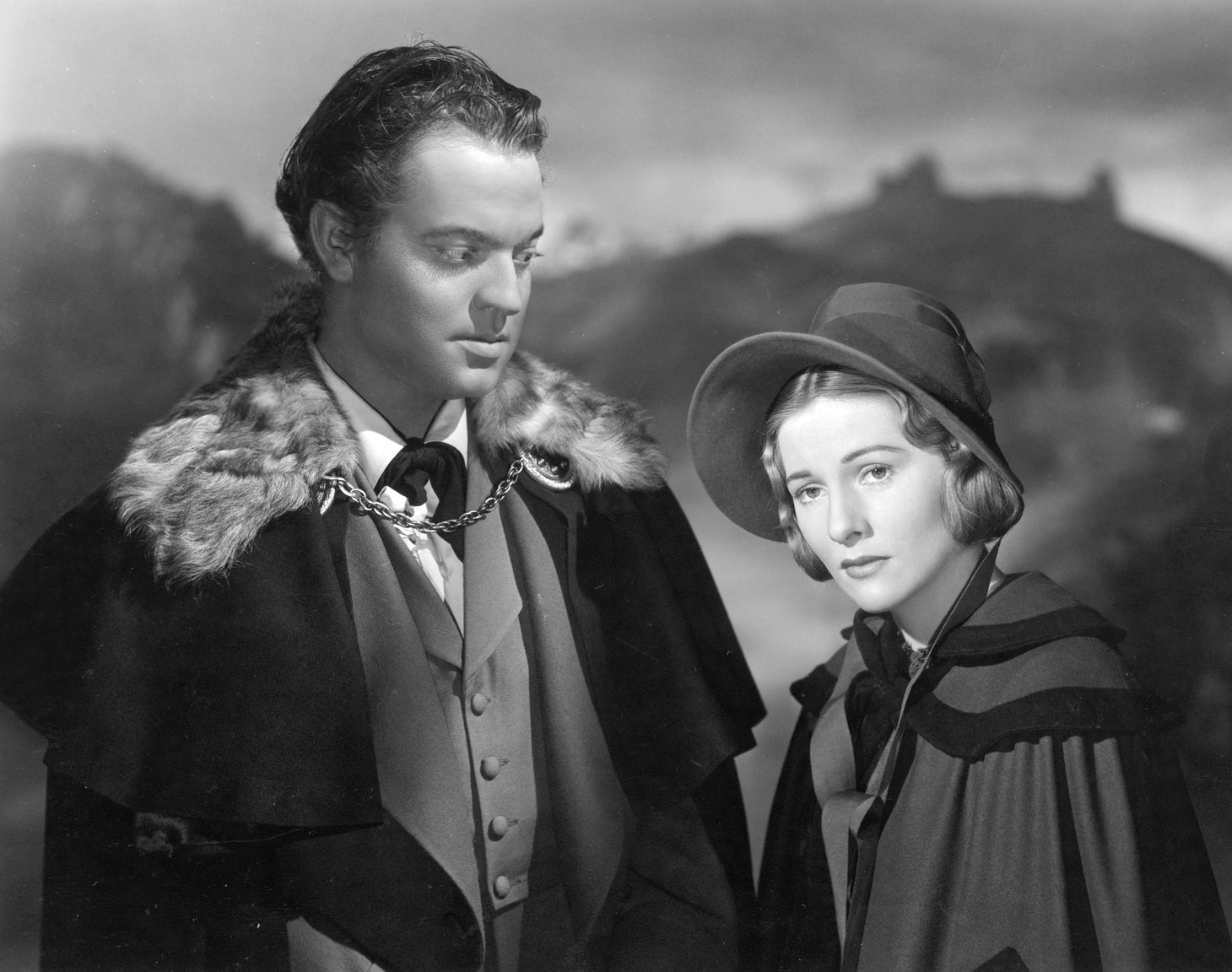
Jane Eyre (1943), avec Orson Welles et Joan Fontaine

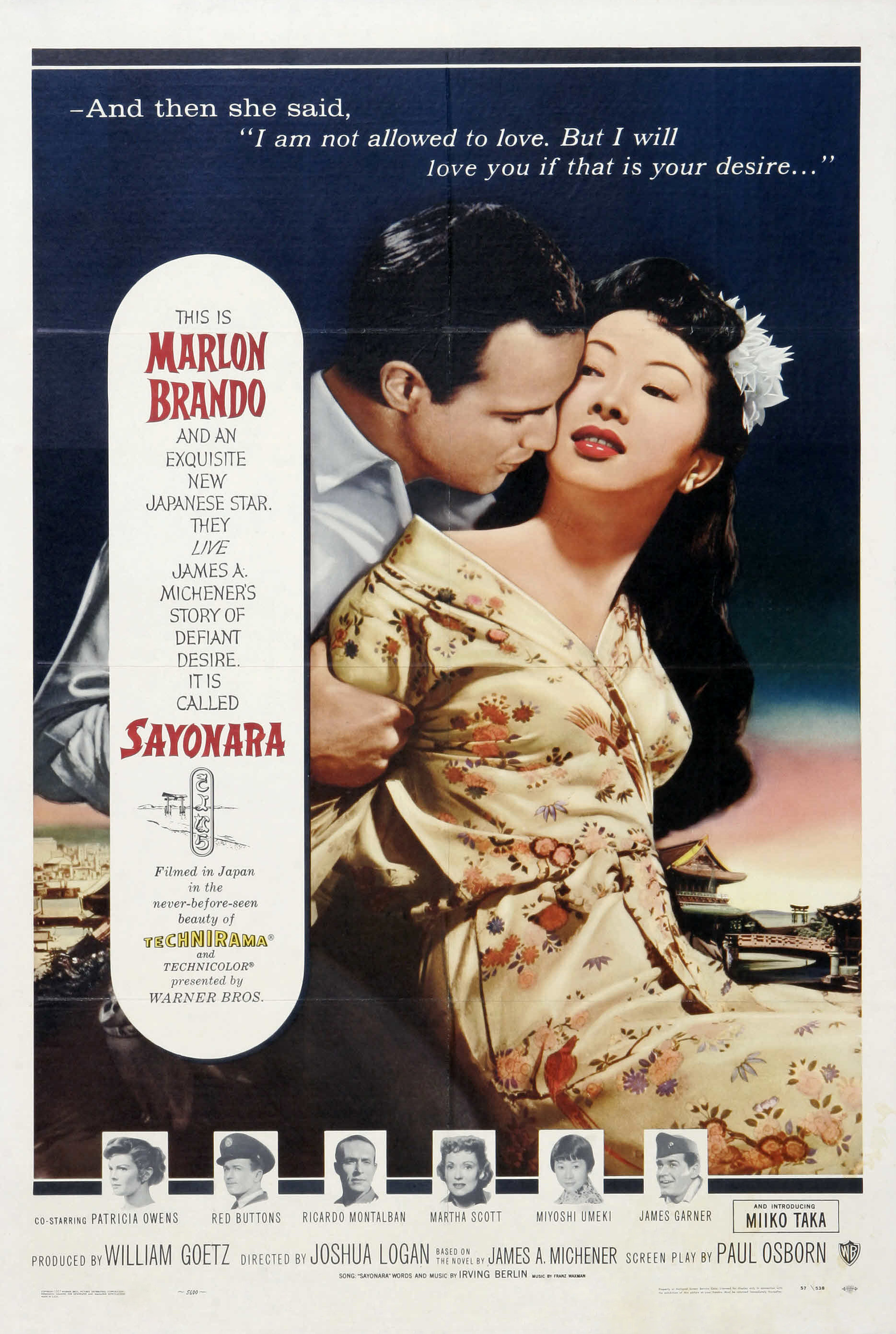
Sayonara (1957, poster promotionnel), avec Marlon Brando et Miiko Taka

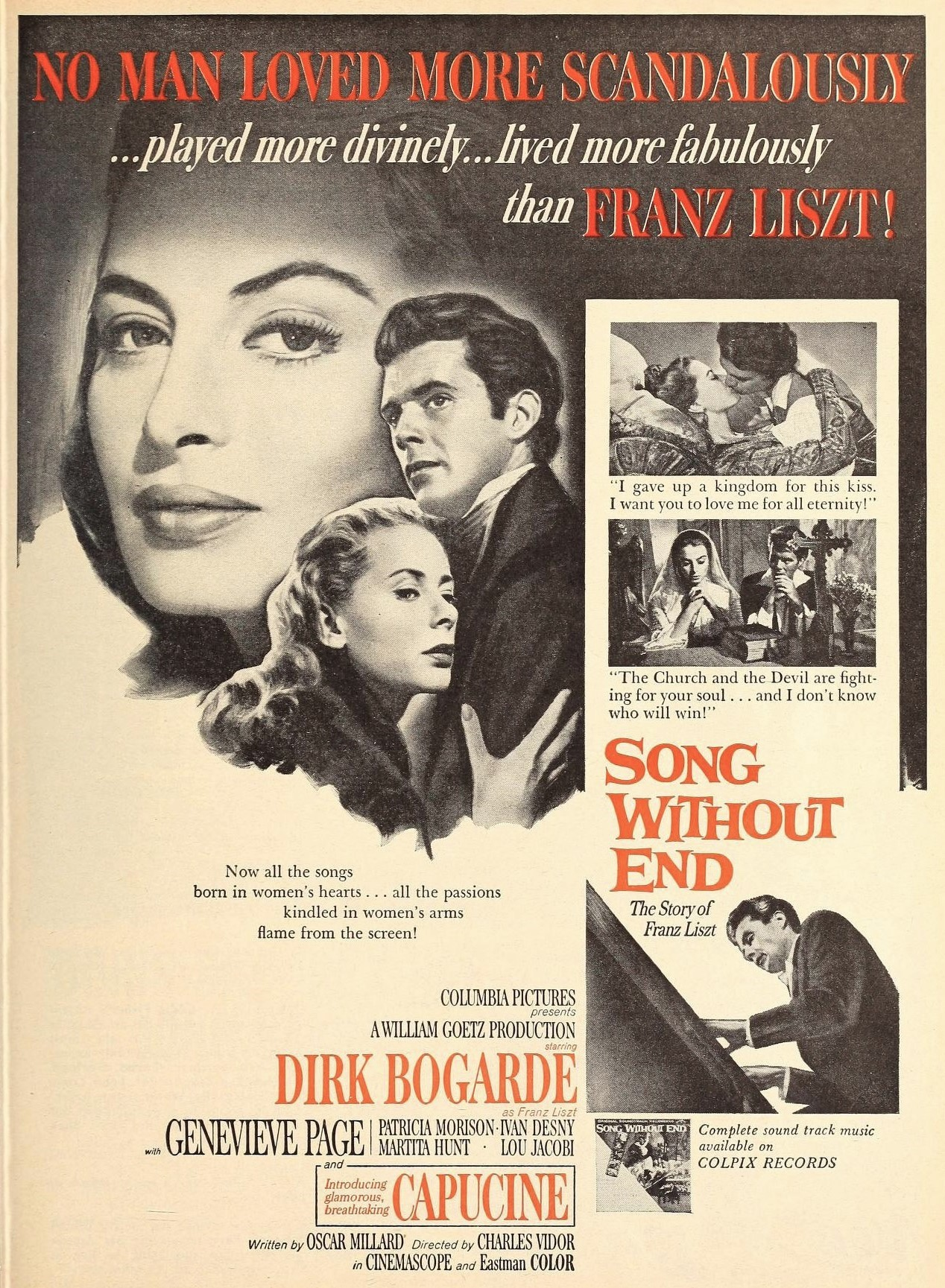
Le Bal des adieux (1960, poster promotionnel), avec Dirk Bogarde, Capucine et Geraldine Page

Rejoignant l'industrie du cinéma à la fin des années 1920, William Goetz épouse en 1930 une des filles de Louis B. Mayer, Edith Mayer. En 1933, il est un des fondateurs et vice-président de la Twentieth Century Pictures. En 1935, à la suite d'une fusion donnant naissance à la 20th Century Fox, il en demeure vice-président et travaille au sein de ce studio jusqu'en 1944. Puis il intègre Universal Pictures de 1945 à 1953, année où il devient producteur indépendant ; il crée alors la William Goetz Productions, collaborant surtout avec Columbia Pictures.
Durant sa carrière, il est directeur de production ou producteur associé ou producteur exécutif ou producteur à part entière sur soixante-douze films américains, depuis Her Private Life d'Alexander Korda (comme assistant de production, 1929, avec Billie Dove et Walter Pidgeon) jusqu'à Le Hold-up du siècle de Jack Donohue (1966, avec Frank Sinatra et Virna Lisi).
Dans l'intervalle, mentionnons Les Faubourgs de New York de Raoul Walsh (1933, avec Wallace Beery et George Raft), L'Appel de la forêt de William A. Wellman (1935, avec Clark Gable et Loretta Young), Jane Eyre de Robert Stevenson (1943, avec Joan Fontaine et Orson Welles) et Sayonara de Joshua Logan (1957, avec Marlon Brando et Patricia Owens). La production de ce dernier lui vaut en 1958 son unique nomination à l'Oscar du meilleur film.
Il meurt en 1969, à 66 ans, des suites d'un cancer, laissant son épouse Edith et deux enfants. Il est inhumé au Hillside Memorial Park, cimetière californien.
Dans le téléfilm américain Natalie Wood : Le Prix de la gloire de Peter Bogdanovitch (2004, avec Justine Waddell dans le rôle-titre), William Goetz est personnifié par l'acteur américain David Baldwin.

## Filmographie partielle
- 1929 : Her Private Life d'Alexander Korda (assistant de production)
- 1931 : Annabelle's Affairs d'Alfred L. Werker
- 1933 : Les Faubourgs de New York (The Bowery) de Raoul Walsh
- 1933 : Nuits de Broadway (Broadway Through a Keyhole) de Lowell Sherman
- 1933 : La Boule rouge (Blood Money) de Rowland Brown
- 1933 : Femme d'honneur (Galant Lady) de Gregory La Cava
- 1934 : Tempête sur la ligne (Looking for Trouble) de William A. Wellman
- 1934 : L'Étoile du Moulin-Rouge (Moulin Rouge) de Sidney Lanfield
- 1934 : Les Amours de Cellini (The Affairs of Cellini) de Gregory La Cava
- 1934 : Born to Be Bad de Lowell Sherman
- 1934 : La Maison des Rothschild (The House of Rothschild) d'Alfred L. Werker
- 1934 : Le Retour de Bulldog Drummond (Bulldog Drummond Strikes Back) de Roy Del Ruth
- 1935 : Cardinal Richelieu de Rowland V. Lee
- 1935 : Le Conquérant des Indes (Clive of India) de Richard Boleslawski
- 1935 : L'Appel de la forêt (The Call of the Wild) de William A. Wellman
- 1935 : Les Misérables (titre original) de Richard Boleslawski
- 1935 : Folies Bergère (Folies Bergère de Paris, version originale de Roy Del Ruth ; L'Homme des Folies-Bergère, version française alternative de Marcel Achard et Roy Del Ruth)
- 1935 : Le Roman d'un chanteur (Metropolitan) de Richard Boleslawski
- 1935 : Votez pour moi (Thanks a Million) de Roy Del Ruth
- 1942 : Ivresse de printemps (Springtime in the Rookies) d'Irving Cummings
- 1942 : La Pagode en flammes (China Girl) d'Henry Hathaway
- 1943 : L'Étrange Incident (The Ox-Bow Incident) de William A. Wellman
- 1943 : Bomber's Moon d'Edward Ludwig et Harold D. Schuster
- 1943 : Jane Eyre de Robert Stevenson
- 1943 : Requins d'acier (Crash Dive) d'Archie Mayo
- 1943 : Banana Split de Busby Berkeley
- 1943 : Claudia d'Edmund Goulding
- 1943 : Guadalcanal (Guadalcanal Diary) de Lewis Seiler
- 1943 : Aventure en Libye (Immortal Sergeant) de John M. Stahl
- 1943 : La Nuit sans lune (The Moon Is Down) d'Irving Pichel
- 1943 : Les Rois de la blague (Jitterbugs) de Malcolm St. Clair
- 1943 : Le ciel peut attendre (Heaven Can Wait) d'Ernst Lubitsch
- 1944 : Lifeboat d'Alfred Hitchcock
- 1945 : Le Grand Bill (Along Came Jones) de Stuart Heisler
- 1951 : Le Chant de Bernadette (The Song of Bernadette) d'Henry King
- 1955 : L'Homme de la plaine (The Man from Laramie) d'Anthony Mann
- 1956 : Feuilles d'automne (Autumn Leaves) de Robert Aldrich
- 1957 : Sayonara de Joshua Logan
- 1957 : Les Frères Rico (The Brothers Rico) de Phil Karlson
- 1958 : Moi et le colonel (Me and the Colonel) de Peter Glenville
- 1959 : Ceux de Cordura (They Came to Cordura) de Robert Rossen
- 1960 : Commando de destruction (The Mountain Road) de Daniel Mann
- 1960 : Le Bal des adieux (Song Without End) de Charles Vidor et George Cukor
- 1961 : Opération Geishas (Cry for Happy) de George Marshall
- 1966 : Le Hold-up du siècle (Assault on a Queen) de Jack Donohue

## Distinction
- 1958 : Nomination à l'Oscar du meilleur film, pour Sayonara